# George Pitt (1er baron Rivers)
Pour les articles homonymes, voir George Pitt.
George Pitt, 1er baron Rivers (1er mai 1721 - 7 mai 1803) est un diplomate et homme politique anglais.

## Biographie

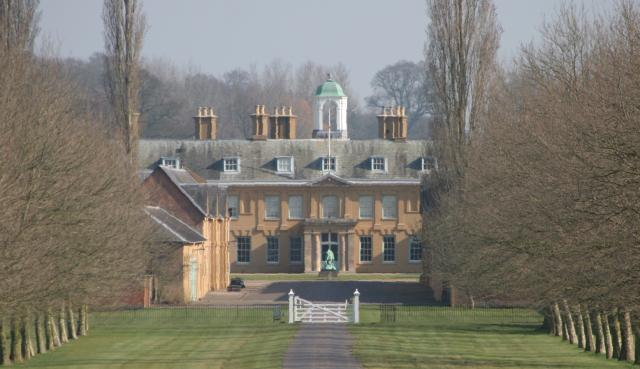
Stratfield Saye House

Il est né à Genève, le fils aîné de George Pitt de Stratfieldsaye (aujourd'hui rendu Stratfield Saye), Hampshire, et de son épouse Mary Louise Bernier de Strasbourg. Le général William Augustus Pitt (en) est son frère cadet. Il fait ses études au Winchester College où il s'inscrit en 1731 et s'inscrit le 26 septembre 1737 au Magdalen College d'Oxford, obtenant une maîtrise le 13 mars 1739 et un DCL le 21 août 1745. Il voyage sur le continent de 1740 à 1742 et succède à son père en 1745. Il hérite de Stratfield Saye House dans le Hampshire, apportant d'importantes modifications à la maison et au parc.

## Carrière
Peu de temps après son retour d'Europe, il est élu député lors d'une élection partielle pour Shaftesbury qui suit la mort de Charles Ewer, et siège comme conservateur. Il vote avec l'opposition pendant la Guerre de Succession d'Autriche contre l'emploi des Hanovriens. Lors de l'élection de 1747, il se porte candidat à Shaftesbury. Il se présente dans le comté de Dorset, un bastion conservateur, et est élu pour les deux circonscriptions, choisissant de siéger pour le Dorset. Dans son enquête électorale de 1749, John Perceval (2e comte d'Egmont), examinant le soutien politique des individus pour et au nom de Frédéric de Galles, considère Pitt comme « non approprié ».
Il représente le Dorset sans interruption jusqu'en 1774, devenant un indépendant, soutenant le gouvernement depuis l'accession au trône de George III. Lors de la formation de la milice du Dorset en vertu de la Militia Act 1757, Pitt est nommé colonel du régiment et sert jusqu'à sa démission en 1798. En 1760, il est nommé valet de la chambre à coucher du roi, poste qu'il occupe jusqu'en 1770, date à laquelle il lui est demandé de démissionner pour faire place à George Osborn (4e baronnet) (en), cousin de Lord North.
De 1761 à 1768, il est envoyé extraordinaire au royaume de Sardaigne à Turin, bien qu'il soit parti en congé en 1764 et ne soit jamais revenu. En 1770, il est nommé ambassadeur en Espagne, mais est remplacé l'année suivante.
Le 20 mai 1776, il est élevé à la pairie en tant que baron Rivers, de Stratfield Saye, Hampshire. Son ancêtre George Pitt (mort en 1694) de Stratfield Saye avait épousé Jane Savage, fille de John Savage (2e comte Rivers). En 1780, il est nommé Lord Lieutenant du Hampshire, mais est remplacé en 1782, lorsqu'il devient Lord de la chambre à coucher. Il a été nommé Lord Lieutenant du Dorset en 1793. Le 16 mars 1802, il obtint un nouveau brevet sous le nom de baron Rivers, du château de Sudeley, Gloucestershire, avec un reste spécial, à défaut de filiation masculine, à son frère William et à son fils de sexe masculin, faute de quoi à Horace Beckford, fils de sa fille Louisa, et ses descendants masculins. Il est décédé le 7 mai 1803 à Stratfield Saye et a été remplacé par son fils unique George.

## Famille
Le 4 janvier 1746, à Oxford Chapel, Marylebone, il épouse Penelope, fille de Sir Henry Atkins, 4e baronnet, de Clapham, Surrey. Ils ont eu quatre enfants :
- George Pitt (2e baron Rivers) (1751-1828) ;
- Penelope Pitt, (1749-1827) épouse Edward Ligonier (1er comte Ligonier), en 1766; divorce en 1771 et mariée au capitaine Smith en 1784 ;
- Louisa Pitt (1754-1791), épouse Peter Beckford (1740-1811) le 22 mars 1773 ;
- Marcia Lucy Pitt (1756-1822), épouse James Fox-Lane en 1789.

Leur mariage est malheureux et ils se séparent en 1771. Elle vit principalement en France et en Italie jusqu'à sa mort le 1er janvier 1795 à Milan. Elle est enterrée au cimetière protestant de Livourne, en Italie.
Rivers Inlet, un fjord sur la côte centrale de la Colombie-Britannique, est nommé par le capitaine George Vancouver en l'honneur George Pitt.